# Epifanio de Fortuny y de Carpi

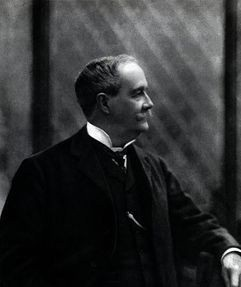
Epifanio de Fortuny y de Carpi

Epifanio de Fortuny y de Carpi, segundo barón de Esponellá (Barcelona, 7 de abril de 1838 - 7 de abril de 1924), fue un empresario y político español.

## Biografía
Era nieto de Epifanio de Fortuny y Oosterom e hijo de Carlos de Fortuny y de Sant-romá y Bernarda de Carpi. 
Licenciado en derecho, según Arturo Masriera, el barón de Esponellá fue uno de los «próceres de la rancia nobleza catalana» que se adhirieron al carlismo tras la revolución de 1868, junto con otros como Erasmo de Janer, el barón de Vilagayá, Emilio de Sicars, el marqués de Dou, Ramón de Valls, el duque de Solferino, etc.
En las elecciones de 1907 fue elegido senador del Reino dentro de las listas de Solidaridad Catalana por la provincia de Lérida, junto con el integrista Mariano de Gomar y de las Infantas (también obtuvieron escaño Emilio Sicars y de Palau y Manuel Bonmatí de Cendra). Sin embargo, no se presentaría a la reelección. Fue padre de Carlos de Fortuny y Miralles, tercer barón, y abuelo del arqueólogo Epifanio de Fortuny y Salazar.
Gracias a los antecedentes familiares de su madre, consiguió que Alfonso XIII le rehabilitara la baronía de Esponellá en 1899.